# Імперія слонової кістки
«Імперія слонової кістки» (англ. Empire of Ivory) — четвертий роман в жанрі альтернативної історії / фентезі «Темерейр» американської письменниці Наомі Новік. Дія роману розгортається в Африці та розповідає про те, як Вільям Лоуренс і його дракон Темерейр шукають ліки від хвороби, яка паралізувала спільноту драконів. Новик побував у південній Африці в пошуках місць четвертого роману.
Шановні керівники! ТЕРМІНОВО!!! Просимо подати у відділ практики службові записки про розподіл магістрів 2 курсу денної та заочної форм навчання та методистів практик. Дякуємо.
«Імперія слонової кістки» була випущена в м'якій обкладинці в Північній Америці видавництвом Del Ray 25 вересня 2007 року. Британське видання у твердій палітурці було опубліковано Voyager 5 листопада 2007 року.

## Короткий зміст сюжету
Лоуренс і Темерейр повертаються до Сполученого Королівства після їхньої евакуації з Данцига під час «Війни за чорний порох». Їхнє полегшення від безпечного прибуття було недовгим, оскільки Наполеон продовжує готуватися до вторгнення на Британські острови. Відповідаючи на питання про відсутність британської повітряної підтримки пруссаків, Лоуренс виявляє, що у Британії не було драконів: більшість із них заразила грипоподібна епідемія, а британська наука ще не винайшла ліків. Щоб боротися з ним, Темерейр, Іскієрка та здичавілі змушені здійснювати шалені патрулі, як для демонстрації сили, так і для того, щоб перешкодити Наполеону провести розвідку над забрудненими прикриттями; в один момент Темерейр змушений скинути з неба французького кур'єра-дракона, Совіньйона, в один із укриттів, ризикуючи заразитися.
Темерейр і Лоуренс продовжують розвивати свої уявлення про драконічну рівність у британському суспільстві; вони знаходять спільну справу з Вільямом Вілберфорсом і аболіціоністським рухом в обмін на допомогу відомих політичних лідерів. Перш ніж вони зможуть продовжити свої плани, їх залучають повернутися до Африки, щоб шукати ліки від драконівського грипу, яким підхопив Темерейр і вилікувався від нього в «Нефритовому троні»; його імунітет підтверджується, коли йому не вдається заразитися хворобою від Совіньйона та інших драконів. Усю групу відправляють до Капської колонії на борту «Allegiance» разом із темношкірим місіонером, преподобним Джосіа Еразмом, колишнім представником народу Лунда, його дружиною Ганною та їхніми дочками. Місіонери є невільними рабами, що викликає напругу між Лоуренсом і капітаном «Allegiance» Томом Райлі, затятим прихильником работоргівлі та випадковим другом Лоуренса. Крім того, Райлі ще більше виведена з рівноваги відкриттям того, що деякі з офіцерів Повітряного Корпусу, включаючи капітана Лілі Кетрін Гаркорт, жінки (порода Довгокрилих, що плює кислотою, разом із кількома іншими відмовляється приймати чоловіків-провідників).
Після кількох тижнів пошуків формація висаджується на мисі Доброї Надії; Максимус, королівська мідь, настільки втомився, що його наглядач Берклі не вірить, що він коли-небудь повернеться додому. Однак знайдено достатньо грибків, щоб вилікувати утворення, і за допомогою двох африканських хлопчиків, Демане та Сіфо, та їхнього маленького песика, вони вирушають на пошуки нових. Зрештою вони виявляють гриб у печері, запліднений драконячим послідом: його навмисно культивували. Навряд чи це усвідомлення пов'язане з тим, що повітряний корпус оточений людьми та драконами тсвана; британські звірі, яких було відправлено назад на мис із їхнім дорогоцінним вантажем, не можуть запобігти захопленню своїх екіпажів, а спроби преподобного Еразма заступитися призвели лише до його смерті, оскільки Лунда відомі як раборівці. Британський контингент взято в полон і повернуто до столиці Тсвана, поселення в Мосі-оа-Тунья (те, що сьогодні називається водоспад Вікторія) для ув'язнення та допиту. Це особливо складно для Гаркорт, яка була близька з Райлі під час подорожі і зараз виношує його дитину.
Ганна Еразм, забрана з тсвани близько двадцяти років тому, має особливе значення під час їхнього полону: вона не тільки може певним чином заступитися за британців, але й Кефенце, її предок-дракон, який надзвичайно радий мати її спину. Тсвана, окрім того, що вони люто ображені руйнуваннями африканської работоргівлі, практикують певну форму поклоніння предкам, у якій драконів виховують вірити, що вони є реінкарнаціями колишніх (людських) лідерів. Це робить їхній опір работоргівлі ще гострішим, оскільки дракони глибоко володіють людьми, яких вони вважають своїми. Хоча Лоуренсу вдалося налагодити невеликі стосунки з принцом Мошуешуе та вибачитися за крадіжку грибів, предків Мохачане та Кефенце не переконали одні слова Лоуренса.
Темерейр, який підібрав трохи коса від Демане та Сіфо, зміг вимовити місцезнаходження Мосі-оа-Тунья у деяких диких драконів, і він, Дульсія та Лілі організували втечу для своїх екіпажів. Але перш ніж вони встигли повернутися до мису, тсвана вже захопили колонію та всі європейські порти на африканському узбережжі. Формування Лілі відступає до Великої Британії на борту «Allegiance»; перебуваючи в морі, Райлі одружується з Кетрін Гаркорт, більше за його наполяганням, ніж за її. Повернувшись до Британії, вони виявляють, що останній законопроект про скасування смертної кари в парламенті був відхилений через сильну опозицію з боку адмірала Гораціо Нельсона і що Совіньйон, зараз заражений чумою, «втік» назад до Франції. Лоуренс і Темерейр з жахом усвідомлюють, що уряд і Адміралтейство в однаковій мірі схвалювали масову бійню не лише всіх французьких драконів, а й цілком ймовірно кожного дракона в Євразії. Діючи по совісті, вони викрадають діжку з культивованими грибами та перелітають Ла-Маншем, щоб доставити ліки французам. За це вони заслужили особисту повагу Наполеона Бонапарта, але Лоуренс відхиляє пропозицію імператора про притулок, вважаючи за краще повернутися в свою улюблену Співдружність і відповідати за свою зраду.